# Aphaenogaster gemella
Aphaenogaster gemella é uma espécie de inseto do gênero Aphaenogaster, pertencente à família Formicidae.